# Daddala renisigna
Daddala renisigna är en fjärilsart som beskrevs av Moore 1883. Daddala renisigna ingår i släktet Daddala och familjen nattflyn. Inga underarter finns listade i Catalogue of Life.